# Dyskografia Jamiego Foxxa
Dyskografia amerykańskiego aktora, komika i wokalisty Jamiego Foxxa.

## Albumy studyjne
| 1994                                     | Peep This - Wydany: 19 sierpnia 1994 - Wytwórnia: 20th Century Records | 78 | 12 | – | –  | –  | – | –  | –  | —          | USA: 700 000+                     |
| 2005                                     | Unpredictable - Wydany: 20 grudnia 2005 - Wytwórnia: J Records         | 1  | 1  | 9 | 43 | 55 | 1 | 39 | 13 | 2x Platyna | USA: 2 000 000+                   |
| 2008                                     | Intuition - Wydany: 16 grudnia 2008 - Wytwórnia: J Records             | 3  | 1  | – | –  | –  | – | –  | –  | Platyna    | USA: 1 000 000+ Świat: 2 000 000+ |
| 2011                                     | Best Night of My Life - Wydany: 21 grudnia 2010 - Wytwórnia: J Records | 6  | 2  | – | –  | –  | – | –  | –  | Złoto      | USA: 510 000+                     |
| "–" Albumy nie zajęły miejsc na listach. |                                                                        |    |    |   |    |    |   |    |    |            |                                   |

## Single
| 1994                                       | "Infatuation"                                        | 92  | 36 | —  | —  | Peep This             |
| 1994                                       | "Experiment"                                         | —   | 88 | —  | —  | Peep This             |
| 2005                                       | "Unpredictable" (feat. Ludacris)                     | 8   | 2  | 16 | 22 | Unpredicatable        |
| 2006                                       | "Extravaganza" (feat. Kanye West)                    | —   | 52 | 43 | 44 | Unpredicatable        |
| 2006                                       | "DJ Play a Love Song" (feat. Twista)                 | 45  | 5  | —  | —  | Unpredicatable        |
| 2006                                       | "Can I Take U Home"                                  | —   | 48 | —  | —  | Unpredicatable        |
| 2008                                       | "Just Like Me" (feat. T.I.)                          | 49  | 8  | —  | —  | Intuition             |
| 2008                                       | "She Got Her Own" (feat. Ne-Yo & Fabolous)           | 54  | 2  | —  | —  | Intuition             |
| 2009                                       | "Blame It" (feat. T-Pain)                            | 2   | 1  | —  | —  | Intuition             |
| 2009                                       | "I Don't Need It" 1                                  | —   | 42 | —  | —  | Intuition             |
| 2009                                       | "Digital Girl" (feat. The-Dream, Kanye West & Drake) | 92  | 38 | —  | —  | Intuition             |
| 2010                                       | "Winner" (feat. Justin Timberlake & T.I.)            | 28  | 65 | –  | —  | Best Night of My Life |
| 2010                                       | "Living Better Now" (feat. Rick Ross)                | –   | 81 | –  | –  | Best Night of My Life |
| 2010                                       | "Fall for Your Type" (feat. Drake)                   | 50  | 1  | –  | –  | Best Night of My Life |
| 2011                                       | "Best Night of My Life" (feat. Wiz Khalifa)          | 108 | 12 | –  | –  | Best Night of My Life |
| "–" Piosenki nie zajęły miejsc na listach. |                                                      |     |    |    |    |                       |

1Wyłącznie na natenach radiowych.

### Jako jeden z artystów
| 2003                                       | "Slow Jamz" (Twista feat. Kanye West & Jamie Foxx)            | 1  | 1  | –  | – | 3 | 26 | Kamikaze                   |
| 2005                                       | "Gold Digger" (Kanye West feat. Jamie Foxx)                   | 1  | 1  | 1  | 2 | 2 | 1  | Late Registration          |
| 2005                                       | "Georgia" (Field Mob feat. Ludacris & Jamie Foxx)             | 39 | 31 | 36 | – | – | –  | Light Poles and Pine Trees |
| 2006                                       | "Live in the Sky" (T.I. feat. Jamie Foxx)                     | –  | 59 | –  | – | – | –  | King                       |
| 2008                                       | "Please Excuse My Hands" (Plies feat. Jamie Foxx & The-Dream) | 66 | 8  | –  | – | – | –  | Definition of Real         |
| "–" Piosenki nie zajęły miejsc na listach. |                                                               |    |    |    |   |   |    |                            |

### Certyfikaty singli
| Singel                | Certyfikat RIAA | Sprzedaż   |
| --------------------- | --------------- | ---------- |
| "Unpredictable"       | Platyna         | 1.000.000+ |
| "DJ Play a Love Song" | Złoto           | 500.000+   |
| "Gold Digger"         | 2x Platyna      | 2.000.000+ |
| "Blame It"            | Platyna         | 1.000.000+ |

### Gościnnie w innych utworach
| Rok  | Tytuł                    | Artysta       | Album                      |
| ---- | ------------------------ | ------------- | -------------------------- |
| 1998 | "T-Shirt & Panties"      | Adina Howard  | Woo Soundtrack             |
| 2003 | "Where Home Is"          | MC Lyte       | Da Undaground Heat, Vol. 1 |
| 2005 | "Build You Up"           | 50 Cent       | The Massacre               |
| 2005 | "Gold Digger"            | Kanye West    | Late Registration          |
| 2005 | "When I Get You Home"    | Twista        | The Day After              |
| 2005 | "No I Ain't Gangsta"     | Loon          | Loon                       |
| 2006 | "Live In the Sky"        | T.I.          | King                       |
| 2006 | "Best Dress"             | LL Cool J     | Todd Smith                 |
| 2006 | "Partners for Life"      | Diddy         | Press Play                 |
| 2006 | "Around the World"       | The Game      | Doctor’s Advocate          |
| 2006 | "Psst!!"                 | Snoop Dogg    | Tha Blue Carpet Treatment  |
| 2007 | "She Goes All the Way"   | Rascal Flatts | Still Feels Good           |
| 2008 | "Decisions"              | Busta Rhymes  | Back on My B.S.            |
| 2008 | "Please Excuse My Hands" | Plies         | Definition of Real         |
| 2008 | "Contagious"             | Ludacris      | Theater of the Mind        |
| 2011 | "Where Do We Go"         | Pitbull       | Planet Pit                 |

## Soundtracki
| Rok  | Piosenka | Film       |
| ---- | --- | ---------- |
| 2006 | "Steppin' to the Bad Side" (feat. Beyoncé Knowles, Eddie Murphy, Keith Robinson, Hinton Battle, Anika Noni Rose, Jennifer Hudson) | Dreamgirls |
| 2006 | "When I First Saw You" (feat. Beyoncé Knowles)                                                                                    | Dreamgirls |
| 2006 | "Family" (feat. Beyoncé Knowles, Keith Robinson, Jennifer Hudson, Anika Noni Rose)                                                | Dreamgirls |
| 2006 | "It's All Over" (feat. Beyoncé Knowles, Jennifer Hudson, Anika Noni Rose, Keith Robinson, Sharon Leal)                            | Dreamgirls |